# خوان أجناسيو سانشيز
خوان أجناسيو سانشيز (بالإسبانية: Juan Ignacio Sánchez)‏ مواليد 8 مايو 1977 في باهيا بلانكا، الأرجنتين، هو لاعب كرة سلة أرجنتيني بدأ مسيرته الاحترافية في سنة 1994. يبلغ طوله 6 قدم 4 بوصة (1.9 م). مثّل منتخب بلاده. شارك في مسابقة كرة السلة في الألعاب الأولمبية الصيفية.

## فرق لعب لها
- فيلادلفيا سفنتي سيكسرز
- أتلانتا هوكس
- ديترويت بيستونز
- بالونكيستو مالقا
- نادي برشلونة لكرة السلة

## الميداليات
| الميدالية | المسابقة                             |
| --------- | ------------------------------------ |
| فضية      | بطولة كأس العالم لكرة السلة 2002     |
| ذهبية     | بطولة أمم الأمريكتين لكرة السلة 2001 |
| فضية      | بطولة أمم الأمريكتين لكرة السلة 2003 |
| ذهبية     | بطولة أمم الأمريكتين لكرة السلة 2011 |

## روابط خارجية
- خوان أجناسيو سانشيز على موقع الاتحاد الدولي لكرة السلة (الإنجليزية)
- خوان أجناسيو سانشيز على موقع الدوري الأوروبي لكرة السلة (الإنجليزية)
- خوان أجناسيو سانشيز على موقع إن بي أي (الإنجليزية)
- خوان أجناسيو سانشيز على موقع سبورتس رفرنس (الإنجليزية)
- خوان أجناسيو سانشيز على موقع الدوري الإسباني لكرة السلة (الإسبانية)
- خوان أجناسيو سانشيز على موقع كرة السلة الأوروبية.كوم (الإنجليزية)
- خوان أجناسيو سانشيز على موقع كلية كرة السلة في سبورتس رفرنس.كوم (الإنجليزية)
- خوان أجناسيو سانشيز على موقع ريلجم (الإنجليزية)
- خوان أجناسيو سانشيز على موقع بروبوليرز (الإنجليزية)
- خوان أجناسيو سانشيز على موقع سبورتس رفرنس (الإنجليزية)